# Callopistria pryeri
Callopistria pryeri là một loài bướm đêm trong họ Noctuidae.